# Illa Błyzniuk
Illa Władysławowycz Błyzniuk, ukr. Ілля Владиславович Близнюк (ur. 28 lipca 1973 w Zaporożu, Ukraińska SRR) – ukraiński piłkarz, grający na pozycji bramkarza, były reprezentant Ukrainy, trener piłkarski.

## Kariera piłkarska

### Kariera klubowa
Wychowanek Metałurha Zaporoże, w którym rozpoczął występy najpierw w drużynie rezerwowej, a od 1992 występował już w podstawowej jedenastce. W 1995 podpisał nowy kontrakt z Zirką Kirowohrad, a w następnym roku przeszedł do Dnipra Dniepropetrowsk. W końcu sezonu 1997/98 otrzymał ciężką kontuzję i przez długi czas nie grał. W 2000 podpisał kontrakt z Dynamem Kijów, gdzie w drugiej drużynie kontynuował kurs rehabilitacji. Na pół roku został oddany do Rostsielmasza Rostów. Potem powrócił do Kijowa, gdzie bezskutecznie rywalizował z Ołeksandrem Szowkowskim, dlatego w 2001 odszedł z powrotem do Rostsielmasza Rostów. W 2003 był wypożyczony na pół roku do Spartak-Ałanii Władykaukaz. W latach 2005–2006 bronił barw takich klubów jak Tom Tomsk, Krywbas Krzywy Róg i Szynnik Jarosław. W 2007 po raz trzeci powrócił do FK Rostów, w którym zakończył karierę piłkarską.

### Kariera reprezentacyjna
13 sierpnia 1996 debiutował w reprezentacji Ukrainy, zmieniając w 68 min. Ołeha Susłowa w meczu towarzyskim z Litwą, wygranym 5:2 (puścił jedną bramkę).

## Kariera trenerska
Po zakończeniu kariery zawodniczej w styczniu 2008 rozpoczął pracę na stanowisku asystenta trenera, a we wrześniu otrzymał propozycję pełnienia obowiązków głównego trenera w klubie Illicziweć Mariupol. Po rekordowej przegranej 0:9 z Dynamem Kijów 1 listopada 2010 podał się do dymisji. Od lata 2011 pomagał Siergiejowi Bałachninu trenować FK Rostów. 7 czerwca 2012 objął stanowisko głównego trenera Zirki Kirowohrad, w którym pracował do 4 czerwca 2013. 21 czerwca 2013 został na czele FK Połtawa. 2 stycznia został zwolniony z zajmowanego stanowiska. 12 lipca został mianowany na stanowisko głównego trenera odrodzonego Metałurha Zaporoże, którym kierował do stycznia 2017. 26 czerwca 2017 stał na czele PFK Sumy. 31 sierpnia 2017 za obopólną zgodą kontrakt został anulowany. W 2019 pomagał trenować bramkarzy w Awanhardzie Kramatorsk. 13 stycznia 2020 został mianowany na stanowisko głównego trenera MFK Mikołajów.

## Sukcesy i odznaczenia

### Sukcesy klubowe
- mistrz Ukrainy: 2001
- finalista Pucharu Ukrainy: 1997
- finalista Pucharu Rosji: 2003

### Sukcesy indywidualne
- wybrany do listy 33 najlepszych piłkarzy Ukrainy: nr 3 (2005)
- członek Klubu Jewhena Rudakowa: 119 meczów na „0”

### Odznaczenia
- tytuł Mistrza Sportu Ukrainy: 1997
- tytuł Mistrza Sportu Rosji: 2003